# Marxists Internet Archive
Marxists Internet Archive（略称のMIAやそのウェブサイトのドメイン名Marxists.orgとしても知られる）とは、マルクス主義者や社会主義者、アナキストその他などの著作をインターネット上に集積した多言語的公文書（アーカイブ）サイトである。またそのサイトを管理するボランティアベースの非営利団体を指す。1990年に設立され、アーカイブは現在世界中のマルクス主義的デジタル著作物の大規模な産生者の一つとなっている。
日本語では「マルキスト インターネット アーカイブ」と呼ばれる。

## 組織の歴史

### 起源

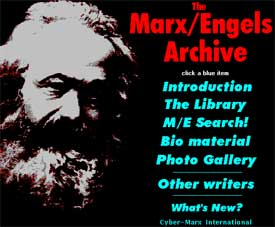
Marxists Internet Archiveのさきがけは、1993年に設立されたMarx-Engels Archiveである。

アーカイブは1990年に作成された。インターネット上のニックネームがZodiacであることのみ知られている人物がマルクスやエンゲルスなどのマルクス主義の著作を電子テキストに転写し、集積することを開始した。1993年、集積した文書を初めてウェブサイトに投稿した。参加したボランティアらは主となるアーカイブを流布し、ミラーサイトを作る手助けをした。しかしながら、主なウェブサイトとそのミラーサイトは、いずれも学術組織のWebサーバにホストされており、1995年の終わりまでにほとんど全てのサイトは閉鎖された。
1996年までに、ウェブサイトMarx.orgが商業ISP上にホストされた。このことは、ボランティアらの活動の増加による所がある。しかしながら、次の数年間には、ウェブサイト上で作業に従事するボランティアと、プロジェクトとドメイン名の統制を維持するZodiacとの間に亀裂が生じたことが明らかとなった。アーカイブの対象が拡大した際、Zodiacは、マルクス主義の種別を多様な分派に開放することは、セクト主義に向かい「後に引けなくなる」のではないかいうことを恐れた。テキストを転写していたボランティアらは、如何にアーカイブを構成し、稼動させているかについての発言が無いことに憤慨した。1998年初頭、Zodiacは、Marx.orgをその原点に戻すこと、そしてマルクス、エンゲルス以外の他全ての著作を削除することを決心した。1998年7月、ボランティアらはMarx.orgからファイル、アーカイブを転送し、現在のMarxists Internet Archive（marxists.org）を開設した。これは、結果として、活動の活発さが増大するとともにアーカイブの対象拡大につながった。Marx.orgについては、Zodiacは1999年に閉鎖し、2002年にはドメイン名の維持も放棄し、MIAがそれを購入した。
ボランティア・グループの貢献により、MIAのウェブサイトは開設初期のころに比べ劇的に変化した。2007年までに、33ヶ国62人のボランティアを擁するようになり、600人の著者からなる50,000点以上の著作を45の言語で提供するようになった。こんにちでは、MIAはマルクス主義者だけではなく、非マルクス主義者の著作のための保管所と認識されている。本サイトは、OCLC WorldCat catalogに掲載されており、大英図書館やアイルランドのユニバーシティ・カレッジ・コークのような組織にも一部選択されて収蔵されている。

### サイバー攻撃（usi年）
政治的指向のある多くのインターネットサイトがそうであるように、MIAは、悪意ある外部からの攻撃に対する問題が負担としてのしかかっている。2006年11月からは、MIAはサーバのOSの誤設定による脆弱性を狙った深刻なDoS攻撃に幾度も直面した。2007年1月には、攻撃によりアーカイブの大部分は機能不全に陥り、ボランティアらにCPUの問題解決を託された。攻撃に参加したシステムの大部分が中国に設置、または中国の機関に属していることから、攻撃が中国政府からの政治的意向や指揮によるものではないかとの憶測を呼んだ。攻撃の深刻さが他のホスティングの問題にも影響したため、これにより、MIAの主要サーバと幾つかのミラーサーバは、2007年2月から3月にかけて数週間閉鎖されることとなった。後日、この問題は解決するところとなった。

## 組織構造

### 運営
MIAは運営委員会により統制されている。著者の分類、規約の改正（4分の3の賛成が必要）、財政に関する全ての問題やその他類似の案件について委員会は決定を行う。アーカイブの管理グループは無償のボランティアから成り、MIAの複数のセクションにおける追加的な責務を担っている。
MIAは、アメリカ合衆国・カリフォルニア州の法人組織であり、米国内国歳入法典501(c)(3)による非営利団体として内国歳入庁に登録されている。
MIAの設立認可証によると、MIAのコンテンツは常時完全に「フリー」であることを要求されている。アーカイブに収録されているすべての文書は、パブリックドメイン、GNU Free Documentation Licenseによる許諾、または著作権者の許可のもと利用するかのいずれかを選択される。MIAのボランティアにより作成された任意の著作物は、Creative Commons Attribute, Share-Alike 2.0ライセンスに従う。

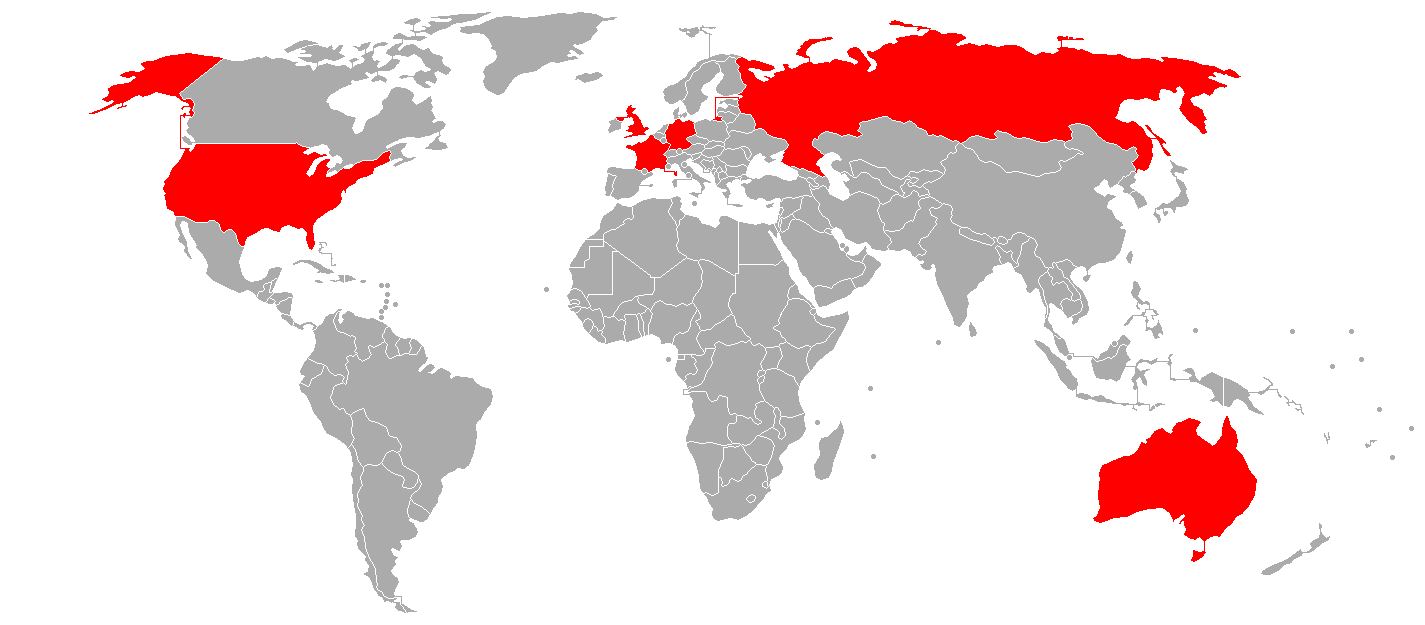
MIAは、米国、フランス、イギリス、ドイツ、ロシア、オーストラリアにミラーリングされている

### 物理的所在地
ウェブサイトは主にカリフォルニア州に設置されているサーバが受け持っており、5つのミラーサーバが存在する。2台は、米国（テキサス州、バージニア州）に、2台はヨーロッパ（フランス、ドイツ）に、そしてさらにオーストラリアに1台存在する。ウェブサイトの文書を含んだCD/DVDアーカイブもまた販売されているが、複製された文書の多くが毎年無償で開発途上国や低開発国の個人やグループに頒布されている。また、インターネットへのアクセスが限られている、もしくは法外な費用がかかるインド、ネパール、スリランカ、パキスタン、南米地域に、アーカイブのCD版向けの地域的頒布ネットワーク網を構築している。
これらの手段は、アーカイブの文書へのアクセスを容易にすることを意味するだけではなく、アーカイブの連続性を確保する手段としても意味のあるものである。彼らが述べるように、「もしアーカイブが巨大出版企業や政府により閉鎖させられたならば、実質的に追跡不可能にしたまま、内容が完全に無傷で、その情報が世界中広くばら撒かれる、ということはすばらしいことである。」

### 書籍刊行者としてのMIA
CD/DVDアーカイブの頒布に加え、2008年からは、MIAは"Marxist Internet Archive Publications"を立ち上げた。同組織は、2010年11月時点では、哲学、社会史、ソビエトの心理学やソビエトの教育学における7タイトルが出版されていた。同組織はそれらの書籍を"Erythrós Press"を経由し頒布している。

## アーカイブの構造
ウェブサイトの大部分の文書はHTMLフォーマットで、ドキュメントスタイルはCSSに依存する。PDFは時折使用されるが、とりわけ、コンピュータ・フォントやOCRソフトウェアが未だ利用可能ではない言語向けに利用される。
アーカイブのマークアップとスタイルはセクションによって異なり、ボランティアの作業に依存するところが大きい。しかし、全ての文書は共通の基本文書テンプレートに基づいて作成される。
アーカイブは特定の歴史的話題に専ら向けられたセクションが含まれており、例えば、ソビエト連邦やパリ・コミューンの歴史、哲学といった広範囲な主題を持つものが挙げられる。また、マルクス主義の用語定義や短い伝記、歴史的文書を含む、"Encyclopedia of Marxism"（「マルクス主義百科事典」）と呼ばれる参照セクションも含まれる。
MIAはまた、幾つか非英語向けセクションにも区分けされている。2011年3月時点では、MIAウェブサイトは48の言語で書かれた文書を含めている。各非英語セクションは主たる英語セクションの基本的構造を、大幅に時間をかけて、複製することを意図されているが、事実、これらのことがアーカイブのサイズと対象を大きく変化させている。これらアーカイブのいくつかは、マルクスやエンゲルスの文書をたった2、3収録しているだけだが、一方、他のアーカイブはより拡大している。例えば、中国語セクションは、マルクス、エンゲルス、レーニンの著作を完全に収録した。